# Aféra Victoria

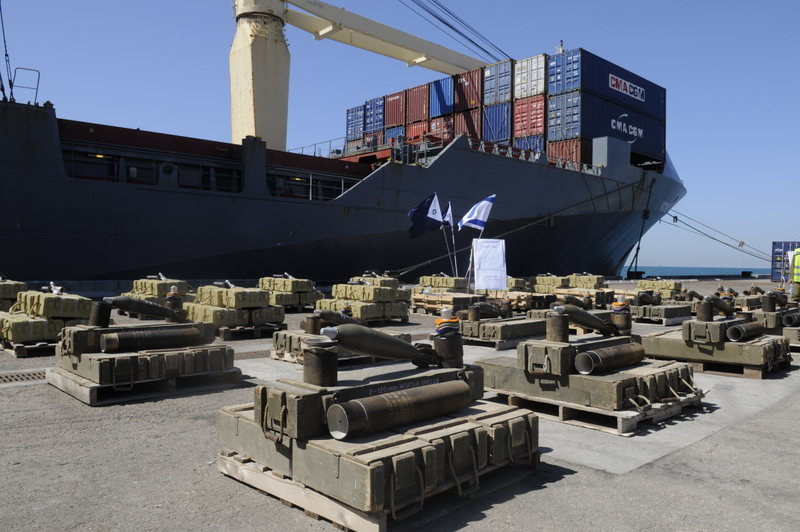
Zbraně nalezené na palubě lodi Victoria

Aféra Victoria (ve vojenském kódu Operace Železný zákon) byla izraelská vojenská akce v březnu 2011, při níž izraelské námořnictvo zadrželo na širém moři německou loď Victoria plující pod liberijskou vlajkou a objevilo tajný náklad zbraní určených podle Izraelských branných sil palestinským militantním organizacím v pásmu Gazy. Na lodi bylo nalezeno 50 tun zbraní, včetně protilodních střel C-704, odpalovačů raket, radarových systémů, minometných nábojů a nábojů do samopalů.

## Pozadí
Izrael udržuje námořní blokádu Pásma Gazy s cílem zabránit pašování zbraní pro militantní organizace, které zde sídlí. V roce 2003 zadržela izraelská komanda v Rudém moři loď Karine A a zabavila 50 tun raket, minometných granátů, samopalů a nábojů určených pro Gazu. V roce 2009 zadrželo izraelské námořnictvo u pobřeží Kypru íránskou loď MV Francop s několika stovkami tun zbraní. Írán je hlavním dodavatelem zbraní Hamásu, kromě vodních cest pašuje zbraně po souši přes Súdán a Sinaj.

## Operace
Izraelské velení spustilo akci na základě výzvědné informace, že 39 ze 100 kontejnerů na palubě bylo naloženo v syrském přístavu Latakia a vezou íránské zbraně určené pro Hamás. Victoria byla zadržena asi 200 námořních mil od izraelského pobřeží, na cestě z Turecka do egyptského přístavu El-Aríš (jiné zdroje uvádějí jako cíl egyptskou Alexandrii). Podle Izraelských obranných sil (IOS) byl náklad naložen v syrském přístavu Latakia a převážen do tureckého Mersinu. Loď byla zadržena izraelskými korvetami 5. třídy Sa'ar, které si nejdříve vyžádaly její údaje o původu a cíli a pak kapitána informovaly o podezření na ilegální náklad a požádaly o souhlas se vstupem na palubu a prohlídkou. Kapitán souhlasil, nechal loď zastavit a spustit žebříky pro umožnění vstupu elitních vojáků z jednotky Šajetet 13. Komando vystoupilo na palubu se zbraněmi v pohotovosti z obavy před útokem íránských nebo hamásovských ozbrojenců. Posádce nařídilo shromáždit se na můstku a započalo s prohlídkou nákladu. Podle sdělení IOS posádka lodi neměla o ilegálním nákladu tušení. Loď byla odkloněna do přístavu Ašdod k důkladné prohlídce. Po vyložení kontrabandu Izrael loď propustil a umožnil jí pokračování plavby do Alexandrie.
Podle zástupce velitele námořnictva IOS kontradmirála Rani Ben-Jehudy byly zbraně dopraveny z Íránu do Sýrie patrně několik týdnů předtím, když dvě íránské válečné lodě propluly Suezským průplavem.

## Náklad

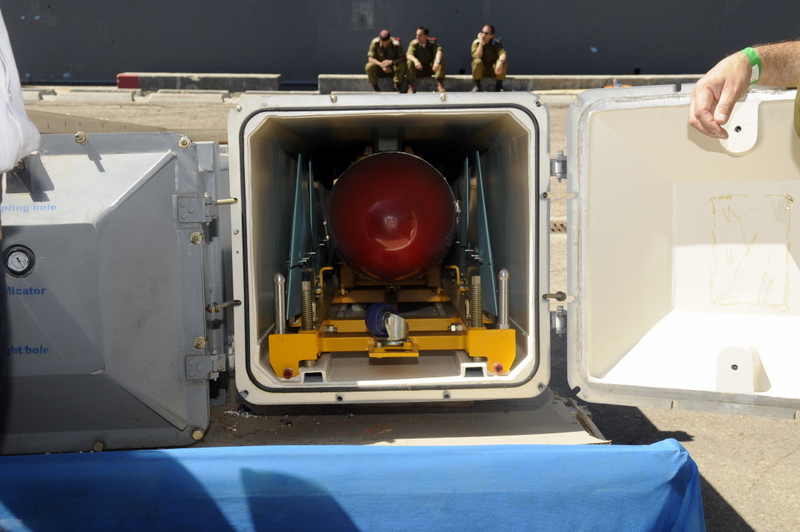
Jedna z protilodních střel typu C-704, nalezených na palubě lodi Victoria

Ve třech kontejnerech byl za pytli s bavlnou a čočkou syrského původu ukryt následující válečný materiál:
- 6 protilodních střel typu C-704
- 230 minometných granátů ráže 120 mm
- 2270 minometných granátů ráže 60 mm
- 2 radarové systémy anglické výroby
- 2 tarasnice
- 2 hydraulické montážní jeřáby pro radarové systémy
- 66 960 nábojů ráže 7.62 (užívané nejčastěji v AK-47).

Podle IOS byly ke zbraním přiloženy návody v perštině. Příbalový leták pro 60mm granáty obsahoval rovněž nástřelné tabulky pro použití s nárazovými roznětkami typu AZ111-A2, vyráběnými pouze v Íránu. Pro oklamání případné inspekce byly všechny bedny označeny nálepkami "Made in Britain".
Střely C-704 mají dostřel 35 kilometrů a se 130kg náloží jsou schopné potopit 1000tunovou loď. Podle The Jerusalem Post, pokud by byla zásilka šesti raket dorazila do pásma Gazy, "muselo by námořnictvo změnit své operační postupy. Nyní je rozmístěno pouze několik kilometrů od pobřeží; toto by nadále nebylo možné".

## Reakce

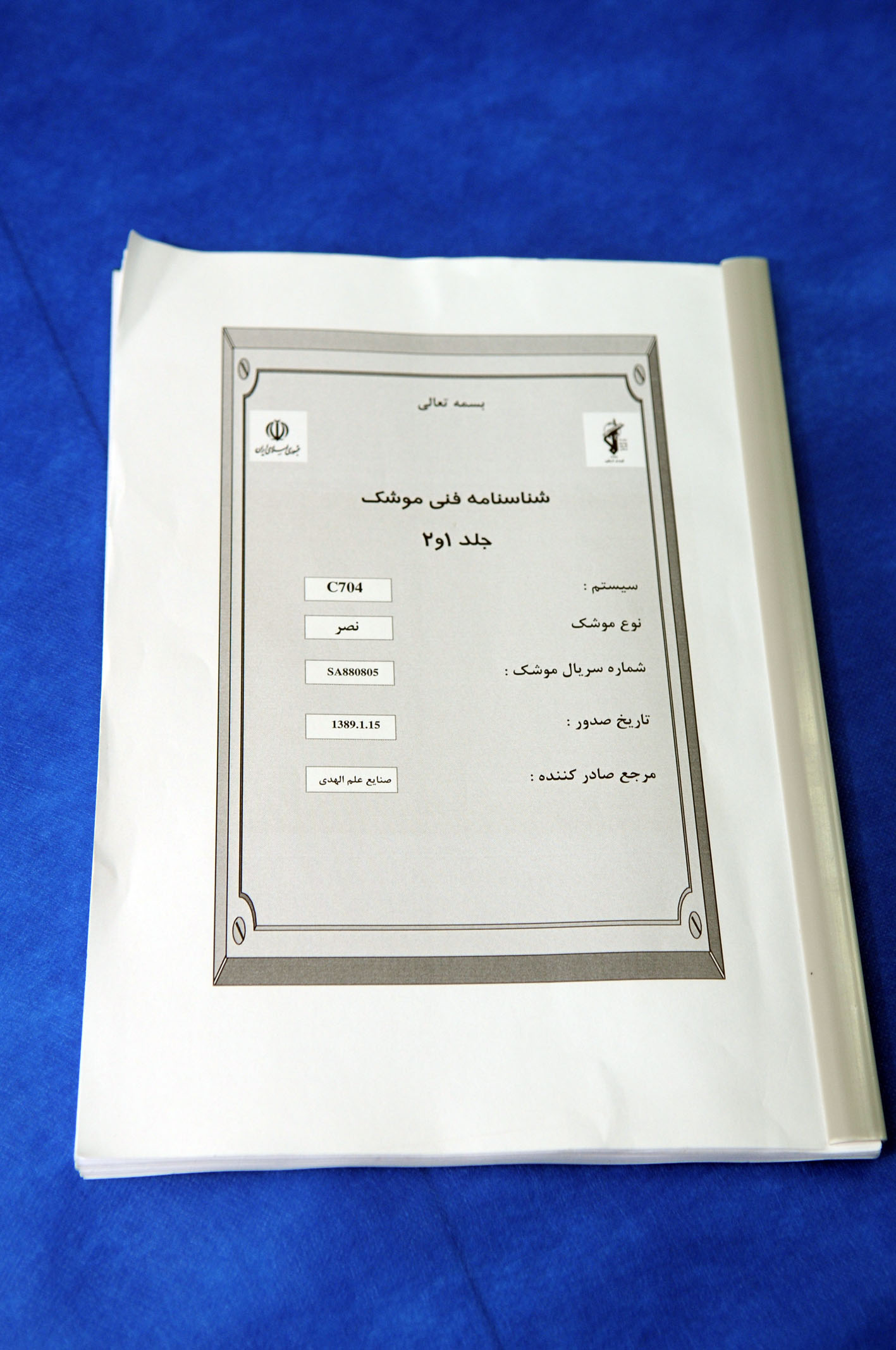
Identifikační dokumentace ke střelám nalezená na palubě lodi Victoria v perštině s logem íránské vlády

- : Izraelské ministerstvo zahraničí uložilo svému vyslanci v OSN podat stížnost u Rady bezpečnosti na íránské pokusy propašovat zbraně do pásma Gazy navzdory rezoluci č. 1747, která Íránu zakazuje vyvážet zbraně.[5]
- : Íránský náčelník štábu generál Ataollah Salehi popřel obvinění, že zásilka pochází z Íránu, a prohlásil: "Izrael je režim založený na lži, tudíž produkuje lži a výmysly".[5]
- : Mluvčí ministerstva zahraničí USA Mark C. Toner vydal následující tiskové prohlášení: "Ve světle nedávného zadržení vyvinutých zbraní a příslušného materiálu Izraelem a Egyptem, určených teroristům, Spojené státy rozhodně odsuzují veškeré podloudné aktivity. Zdůrazňujeme povinnost všech zemí respektovat závažné rezoluce Rady bezpečnosti a zabránit takovémuto pohybu zbraní a munice. Jmenovitě Íránu je zakázáno rezolucí Rady bezpečnosti č. 1747 vyvážet jakékoli zbraně a zbrojní materiál. Veškeré aktivity tohoto druhu jsou dalším příkladem destabilizujícího vlivu Íránu v oblasti. Apelujeme na všechny země v oblasti, aby spolupracovaly na vynucení těchto závazků. Budeme i nadále úzce spolupracovat s našimi spojenci, abychom zabránili dodávání zbraní teroristickým seskupením."[10]